# Fist Fight
Fist Fight (Pelea de maestros en Hispanoamérica y Pelea de profes en España) es una película estadounidense de comedia dirigida por Richie Keen y escrita por Van Robichaux y Evan Susser, protagonizada por Ice Cube, Charlie Day, Christina Hendricks, Jillian Bell y Tracy Morgan. El film fue estrenado en Los Ángeles el 13 de febrero de 2017 y en el resto de Estados Unidos el 17 de febrero del mismo año.

## Sinopsis
Andy Campbell (Charlie Day) trabaja como profesor en un colegio donde los estudiantes son indisciplinados y no respetan las normas. Uno de sus colegas es el Sr. Strickland (Ice Cube), un profesor intimidante y de mal carácter, que tras sufrir la broma de un alumno se enoja y rompe el escritorio del joven con un hacha. Ante el riesgo de ser despedidos si no revelan lo que ocurrió, Campbell le confiesa al director de la escuela lo que hizo el otro profesor, lo que provoca que Strickland pierda su trabajo. Debido a esto, Strickland reta a Campbell a una pelea, una noticia que se propaga rápidamente en el colegio.

## Reparto
- Ice Cube como Mr. Ron Strickland.[3]
- Charlie Day como Mr. Andy Campbell.[3]
- Christina Hendricks como Miss Monetref.[4]
- Dennis Haysbert[5] como Superintendente Johnson.
- Tracy Morgan[5] como Freddie Coward.
- Dean Norris[6] como Principal Richard Tyler.
- Joanna Garcia[5] como Maggie.
- Jillian Bell como Counselor Holly
- Kym Whitley[7] como la operadora de la policía.
- Kumail Nanjiani como Agente Mehar.
- Conphidance como Gánster.

## Producción
En diciembre de 2013 New Line Cinema anunció que estaba desarrollando una comedia con los escritores Van Robichaux y Evan Susser, titulado Fist Fight. El 9 de junio de 2015, Ice Cube y Charlie Day fueron incluidos en el film, con 21 Laps Entertainment produciendola junto a Shawn Levy con Billy Rosenberg y Max Greenfield. El 10 de julio Richie Keen fue confirmado como el director de la cinta, mientras que Dan Cohen sería productor. El 15 de septiembre de 2015, Jillian Bell y Dean Norris fueron añadidos al elenco. El 21 de septiembre de 2015, Tracy Morgan, JoAnna García y Dennis Haysbert se unieron al casting. El 25 de septiembre de 2015, Christina Hendricks también es agregada al elenco. Posteriormente en diciembre de 2015 se confirmó la participación de Kym Whitley.

### Rodaje
La fotografía principal del film comenzó el 28 de septiembre de 2015 en Atlanta (Georgia), finalizando el 23 de noviembre del mismo año.